# Радчуки
Радчуки (укр. Радчуки) — село,
Калюжненский сельский совет,
Лебединский район,
Сумская область,
Украина.
Код КОАТУУ — 5922983708. Население по переписи 2001 года составляло 19 человек .

## Географическое положение
Село Радчуки находится на одном из истоков реки Будылка,
ниже по течению на расстоянии в 1,5 км расположено село Топчии.